# New York City Ballet
New York City Ballet (også City Ballet eller NYCB) er et af de to ledende klassiske balletkompagnier i USA. Det blev etableret i 1948 med George Balanchine som kunstnerisk leder og Lincoln Kirstein som administrativ leder. Til at begynde med var kompagniet tilknyttet New York City Opera, men blev selvstændig allerede i 1949. New York City Ballet blev snart internationalt kendt for sine tekniske dansere, og for sit repertoire med hovedvægt på Balanchines balletter. Kompagniet har opført en række kendte værker, bl.a. Balanchines Ildfuglen og flere andre balletter med musik af Igor Stravinskij. Det har turneret over hele verden, og gæstede i 1962 Sovjetunionen. I 1964 flyttede kompagniet til det nye New York State Theater i Lincoln Center.
Ved siden af Balanchine har Jerome Robbins haft stor betydning som koreograf og var i to perioder også kunstnerisk medleder. Siden 1983 har Peter Martins været kunstnerisk chef (1983-1989 sammen med Robbins). Kompagniet har over 90 dansere og et repertoire på over 100 værker, hovedsagelig af Balanchine og Robbins og desuden flere af Martins.